# Сепіоліт
Сепіолі́т (від грец. σήπιον — «каракатиця» + λίθος — «камінь») — мінерал, глинистий волокнистий силікат магнію ланцюжково-шаруватої будови. Мінерал отримав свою назву через схожість з пористим вапняковим скелетом каракатиці. Інші назви — ксиліт, кінзит, морська пінка або просто пінка (у сухому вигляді легше води), гірське дерево (схожий на деревину), гунб'ярніт.

## Опис
Формула:
- 1. За Є. К. Лазаренком: Mg4[(H2O)3|(OH)2|Si6O15]∙3H2O.
- 2. За К. Фреєм: Mg8(H2O)4(OH)2Si12O308H2O.
- 3. За «Fleischer's Glossary» (2004): Mg4Si6O15(OH) 2•6(H 2O).

Mg заміщується на Fe2+ i Fe3+. Містить (%): MgO — 27,1; SiO2 — 60,8; H2O — 12,1. Домішки: Al, Fe, Na.
Сингонія за Є. К. Лазаренком і Ґ. Штрюбелем ромбічна, за К. Фреєм — моноклінна. Ромбо-дипірамідальний вид. Спайність відсутня. Утворює однорідні пухкі землисті або глинисті аґреґати, жовна (іноді до 10-15 см у діаметрі). Густина 2. Тв. 2-3. Білий або сірий з жовтуватими, червонуватими або зеленувато-голубуватими відливами. Блиск тьмяний. Непрозорий. Риса біла, блискуча. Крихкий. Пористий (завдяки цьому легше води). У сухому стані вбирає воду. Розкладається у HCl. Під дією паяльної лампи спікається і твердіє. Екзогенний вторинний продукт у серпентинітах. Утворюється в ґрунтах морських та солоноводних басейнів в умовах аридного і напіваридного клімату. Зустрічається як домішка в карбонатних і карбонатно-глинистих породах. Супутні мінерали: опал, халцедон, хлорит, магнезит.

## Поширення і властивості
Основні поклади даного матеріалу знаходяться в Туреччині — недалеко від міста Ескішехір в Анатолії. Також незначні поклади сепіоліту більш низької якості є в Марокко. Раніше активно добувався високої якості в Танзанії та Кенії. Зазвичай поклади сепіоліту видобувають з глибини близько 100 метрів. Чим глибше знаходяться поклади, тим дорожчий мінерал, адже має кращі фізичні властивості. Даний матеріал є одним з найбільш пористих в світі, має надзвичайно високу жаростійкість, легко обробляється, що робить його чудовим матеріалом для виробництва люльок («пінкові люльки» або «пінки»).
Інші знахідки: Моравія (Чехія), Мадрид (Іспанія), о. Самос (Греція), р. Джіла, шт. Нью-Мексико (США), округ Масаї (Танзанія).

## Різновиди
Розрізняють такі види сепіоліту:
- Сепіоліт алюмініїстий або алюмосепіоліт (різновид С., який містить Al2O3; за структурою відповідає сепіоліту, а за складом — палигорськіту),
- Сепіоліт залізний (різновид, який містить до 15 % Fe2O3),
- Сепіоліт нікелистий (різновид, який містить 7,6 % NiO; знайдений в Оямському нікелевому руднику в Японії),
- α-сепіоліт (зайва назва сепіоліту)